# Griebel (Familie, Schleswig-Holstein)
Griebel ist der Name einer Familie aus Schleswig-Holstein.

## Geschichte
Die ersten dokumentierten Mitglieder der Familie kamen aus dem Holsteinischen, ggf. aus dem Gebiet um Plön. Vor 1754 starb hier ein Mann namens Claus Griefel oder Griebel, der in Plön als Bogen- und Büchsenspanner und danach als Holzförster für den Herzog von Plön gearbeitet hatte. Er hatte einen Sohn namens Leopold August (1705–1774), der als Lehrer an der Stadtschule von Ratzeburg und dortiger Organist tätig war. Er heiratete Anna Sophia Vanselau (1711–1752), mit der er fünf Kinder hatte, unter ihnen Ernst Leopold (1740–1807). Dieser zog als erste bekannte Person der Familie nach Dithmarschen und heiratete zwei Mal. Er hatte 18 Kinder, die die Vorfahren der heute noch in Dithmarschen lebenden Träger des Nachnamens darstellten. Ernst Leopold Griebel arbeitete als Obergerichts- und Regierungsadvokat in Meldorf. Er heiratete in erster Ehe eine Frau aus der großen Familie Johannsen, aus der viele Beamte aus Norder- und Süderdithmarschen stammten. Eine zweite Ehe schloss er 1789 mit Margaretha Boeckmann (1766–1845), deren Vater der Meldorfer Bankdirektor Matthias Boeckmann war.
Aus Ernst Leopold Griebels erster Ehe stammte der Sohn Leopold Matthias Griebel (1781–1858). Er wirkte erst als Pastor in Schlichtung, später in Warder. Zu seinen Söhnen gehörte Friedrich Griebel. Er arbeitete als Amtsrichter in Meldorf und trat zeitweilig während der Schleswig-Holsteinischen Erhebung in Erscheinung. Von seinen sechs Kindern lebten  bei seinem Tod nur noch drei Töchter. Zu ihnen gehörte Minna (1850–1946), die unter dem Künstlernamen Minna Greif hoch- und niederdeutsche Erzählungen schrieb. Die Tochter Lucie (1854–1922) arbeitete als Lehrerin in Kiel und schrieb unter anderem unter als „Eva Treu“ für die Daheim. Alle Töchter heirateten nicht und hatten keine Kinder.
Der zweite Sohn Ernst Leopold Griebels namens Anton Christian Friedrich (1782–1855) ehelichte Amalia Christiana Margaretha Johannsen (1784–1843). Ihr Vater war der Norderdithmarscher Landvogt Christian Matthias Jakob Johannsen. 1813 folgte Anton Griebel seinem Schwiegervater im Amt als Landvogt; 1837 ging er in den Ruhestand. Er war Etatsrat, Ritter des Dannebrogordens und Dannebrogsmann.
Ernst Leopold Griebels jüngster Sohn Friedrich (1788–1861) arbeitete als Landespfennigmeister in Norderdithmarschen. In dieser Position hatte er über einen langen Zeitraum eine wichtige Position der Selbstverwaltung der Region inne. Er hatte einen Sohn namens Theodor Griebel (1838–1875), der als Jurist bis nach dem Anschluss der Herzogtümer an Preußen führend in der Politik der augustenburgischen Bewegung agierte. Er hatte keine Kinder.